# تحریم آیگر (فیلم)
تحریم آیگر (انگلیسی: The Eiger Sanction) فیلمی در ژانر اکشن و مهیج به کارگردانی کلینت ایستوود است که در سال ۱۹۷۵ منتشر شد.
این فیلم در ایران با عنوان «قاتلی بر فراز آیگر» شناخته‌شده‌است.

## بازیگران
- جرج کندی
- جک کسیدی
- ونتا مک‌گی
- کلینت ایستوود
- ثیر دیوید
- گرگوری ولکات